# Stocznia Gdanska B437
Der ab 1973 als Stocznia Gdanska B437 von der Danziger Werft (Stocznia Gdańska im. Lenina) gebaute Schiffstyp war eine Baureihe von Kühlschiffen.

## Einzelheiten
Der Entwurf gehört mit 20 gebauten Einheiten sowohl zu den erfolgreichsten Entwürfen der Danziger Leninwerft als auch zu den erfolgreichsten Entwürfen des betreffenden Segments.
Knapp drei Viertel der Baureihe wurden an Sudoimport, den Außenhandelsbetrieb der UdSSR, geliefert, jeweils drei Schiffe des Typs gingen an die polnische Reederei Polskie Linie Oceaniczne (Polish Ocean Lines) und eine honduranische Tochtergesellschaft der United Brands Company.
Die Schiffe waren als herkömmliche Kühlschiffe ausgelegt. Sie besaßen ein durchlaufendes Hauptdeck mit Back und mittschiffs angeordnete Aufbauten mit unter dem Deckshaus liegender Maschinenanlage. Die Schiffe verfügten über vier 7430 m³ große isolierte Kühlladeräume mit Zwischendecks. Je zwei der Laderäume lagen vor und hinter dem Deckshaus. Die Umschlageinrichtungen bestanden aus acht herkömmlichen 5-Tonnen-Ladebäumen. Die leistungsfähige Antriebsanlage bestand aus einem Achtzylinder-Zweitakt-Dieselmotor des Typs Sulzer 8RND68 mit 13.200 PS Leistung bei 150 Umdrehungen in der Minute. Daneben waren vier 750 PS starke Hilfsdiesel des Typs Sulzer 5A25 verbaut. Alle Motoren wurden in Lizenz bei H. Cegielski – Poznań in Posen gebaut.

## Die Schiffe
| Die Kühlschiffe des Typs Stocznia Gdańska B437 | Die Kühlschiffe des Typs Stocznia Gdańska B437 | Die Kühlschiffe des Typs Stocznia Gdańska B437 | Die Kühlschiffe des Typs Stocznia Gdańska B437 | Die Kühlschiffe des Typs Stocznia Gdańska B437 | Die Kühlschiffe des Typs Stocznia Gdańska B437                                                                               |
| Schiffsname                                    | Baunummer                                      | IMO-Nummer                                     | Ablieferung                                    | Auftraggeber                                   | Umbenennungen und Verbleib                                                                                                   |
| ---------------------------------------------- | ---------------------------------------------- | ---------------------------------------------- | ---------------------------------------------- | ---------------------------------------------- | --- |
| Nikolay Kopernik                               | B437-1                                         | 7362342                                        | 1973                                           | Sudoimport                                     | 1991 Nikolajs Koperniks, Abbruch ab 13. August 1999 in Alang                                                                 |
| Mikhail Lomonosov                              | B437-2                                         | 7362354                                        | 27. Mai 1974                                   | Sudoimport                                     | 1991 Mihails Lomonosovs, Abbruch ab 6. Juli 2004 in Alang                                                                    |
| Pavel Shternberg                               | B437-3                                         | 7362366                                        | 1974                                           | Sudoimport                                     | 1991 Pavels Sternbergs, Abbruch ab 4. Juli 1999 in Mumbai                                                                    |
| Vasiliy Fesenkov                               | B437-4                                         | 7384077                                        | 1974                                           | Sudoimport                                     | 1991 Vasilijs Fesenkovs, Abbruch ab 8. September 1999 in Alang                                                               |
| Fedor Bredikhin                                | B437-5                                         | 7384089                                        | 1975                                           | Sudoimport                                     | 1992 Fjodors Bredihins, 1999 Fyodor Bredikhin, 2003 Aria, Abbruch ab 17. Februar 2004 in China                               |
| Vasiliy Struve                                 | B437-6                                         | 7384091                                        | 1. Juli 1975                                   | Sudoimport                                     | 1992 Vasilijs Struve, 2000 Saptari, Abbruch ab Mai 2002                                                                      |
| Pavel Parenago                                 | B437-7                                         | 7384106                                        | September 1975                                 | Sudoimport                                     | 1992 Pavels Parenago, 2000 Saratau, 2001 Saratan, 2001 Baltic Reefer, Abbruch ab Mai 2003 in Alang                           |
| Aristarkh Belopolskiy                          | B437-8                                         | 7384118                                        | 1975                                           | Sudoimport                                     | 1995 Aristarhs Belopolskis, Abbruch ab 31. Oktober 1999 in Kalkutta                                                          |
| Ivan Kulibin                                   | B437-9                                         | 7511577                                        | 1976                                           | Sudoimport                                     | 1991 Ivans Kulibins, Abbruch ab 30. Juli 1999 in Alang                                                                       |
| Ivan Polzunov                                  | B437-10                                        | 7511589                                        | September 1976                                 | Sudoimport                                     | 1991 Ivans Polzunovs, 2000 Ivan Polzunov, seit 9. September 2010 aufgelegt                                                   |
| Ilya Mechnikov                                 | B437-11                                        | 7511591                                        | Dezember 1976                                  | Sudoimport                                     | 2006 Komandir, Abbruch ab 17. Mai 2008                                                                                       |
| Professor Popov                                | B437-12                                        | 7511606                                        | April 1977                                     | Sudoimport                                     | Abbruch ab 13. Mai 2004 in Alang                                                                                             |
| Rio Cuyamel                                    | B437-13                                        | 7602728                                        | 1978                                           | United Brands                                  | 1999 Cuyamel, Abbruch ab 15. Mai 1999 in Jamnagar                                                                            |
| Rio Sulaco                                     | B437-14                                        | 7602730                                        | 1978                                           | United Brands                                  | 1996 Spartian, Abbruch ab Mai 1999 in Indien                                                                                 |
| Dzieci Polskie                                 | B437-15                                        | 7511606                                        | Dezember 1977                                  | Polskie Linie Oceaniczne                       | 1992 Baltic Trader, 1996 Irene, 1998 Syros Reefer, Abbruch ab 17. Mai 2000 in Alang                                          |
| Gdynski Kosynier                               | B437-16                                        | 7636731                                        | 1978                                           | Polskie Linie Oceaniczne                       | 1992 Arctic Trader, 1998 Paros Reefer, Abbruch ab 8. Mai 2001 in Alang                                                       |
| Zyrardow                                       | B437-17                                        | 7619513                                        | April 1980                                     | Polskie Linie Oceaniczne                       | 1992 Nordic Trader, 1995 Aquila II, 1998 Ocean Breeze, am 24. September 2001 auf Position 14,01°N; 042,41°E verlorengegangen |
| Rio Ulua                                       | B437-18                                        | 7806673                                        | Juli 1980                                      | United Brands                                  | 1980 Rio Sixaola, 1989 Rio Ulua, 1999 Ulua, Abbruch ab Mai 1999                                                              |
| Akademik Khokhlov                              | B437-41                                        | 7826128                                        | Juli 1980                                      | Sudoimport                                     | 1991 Akademikis Hohlovs, 2008 Akademik Hohlov, in Fahrt                                                                      |
| Akademik Artobolevskiy                         | B437-42                                        | 7826130                                        | Juni 1981                                      | Sudoimport                                     | 1991 Akademikis Artobolevskis, 2003 Blue Stream, Abbruch ab 27. Juni 2008 in Alang                                           |